# Déclaration du 9 mai 1950

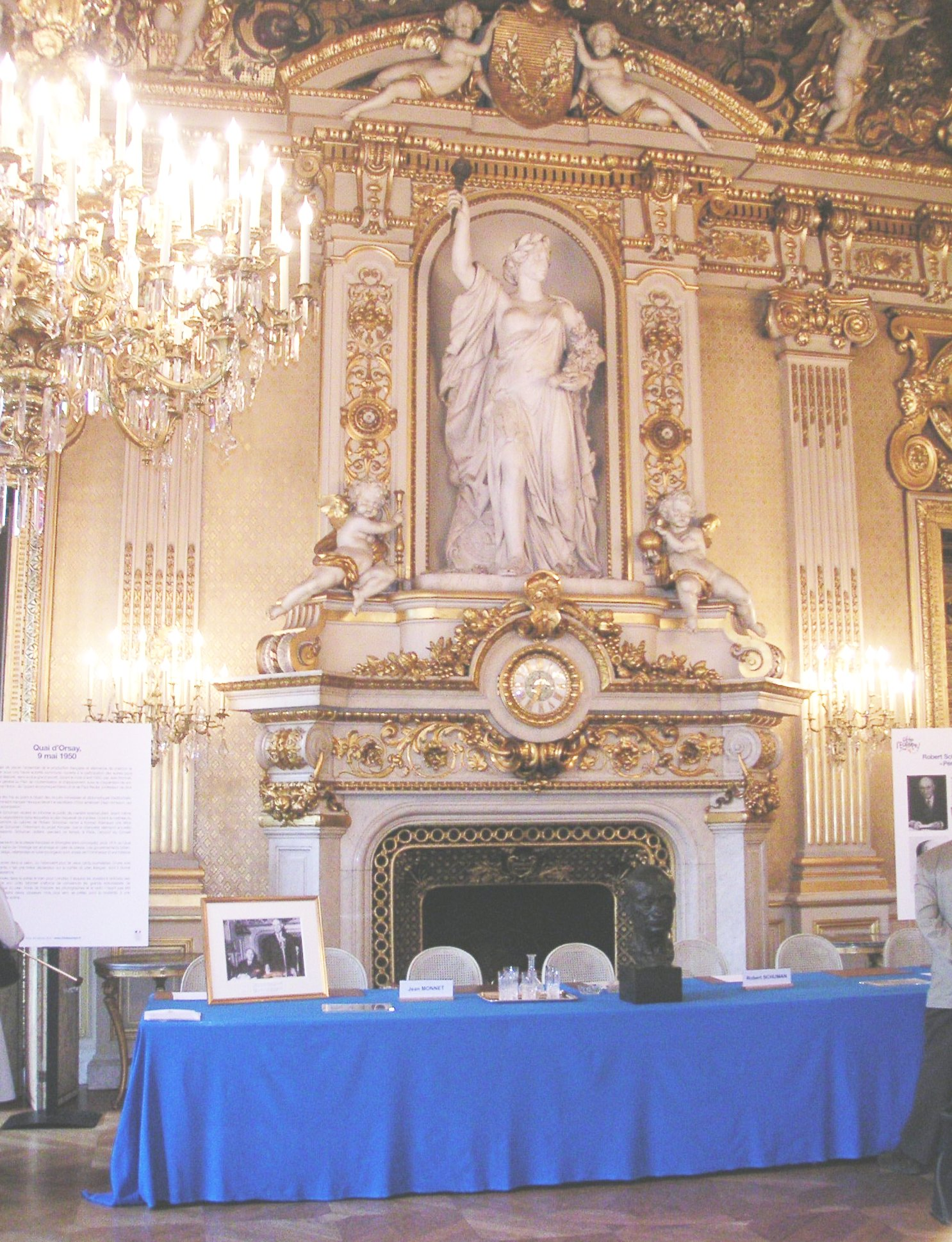
Salon de l'Horloge du Quai d’Orsay de l'hôtel du ministre des Affaires étrangères.

La déclaration du 9 mai 1950, aussi appelée déclaration Schuman, est considérée comme le texte fondateur de la construction européenne. Prononcée par Robert Schuman, ministre français des Affaires étrangères, dans le salon de l’Horloge du Quai d'Orsay, à Paris, cette déclaration, inspirée par Jean Monnet, premier commissaire au Plan, propose la création d’une organisation européenne chargée de mettre en commun les productions françaises et allemandes de charbon et d'acier. Ce texte débouche sur la signature, le 18 avril 1951 du traité de Paris, qui fonde la Communauté européenne du charbon et de l'acier (CECA) entre six États européens.
Cette déclaration est fêtée le 9 mai, devenu Journée de l'Europe, instituée en 1985 par le Conseil européen.

## Origines et contexte de la Déclaration
L'Allemagne de l'Ouest s'était dotée d'une constitution le 8 mai 1949 en rassemblant les trois zones jusque-là occupées par les États-Unis, le Royaume-Uni et la France à la suite de la défaite du régime nazi, et qui avaient déjà été fusionnées en une Trizone en 1948. Sa reconstruction économique était rapide. Les États-Unis et le Royaume-Uni souhaitaient alors lui permettre de s'affirmer comme une nation de plein droit et l'intégrer dans le camp ouest-européen. Ces démarches suscitèrent une vive opposition de la France, craignant qu'elle ne devienne de nouveau une rivale. Dès 1948, le gouvernement français proposait la mise en place d'une autorité internationale de contrôle de la production allemande de charbon et d'acier mais aucun accord ne put être trouvé avec ses voisins allemand et anglais. 
Le secrétaire d’État américain Dean Acheson pressa alors la France de trouver un compromis avant le 11 mai, date prévue d'une rencontre des différents ministres des Affaires étrangères à Londres, sans quoi les États-Unis imposeraient une solution aux parties. Jean Monnet, alors Commissaire général au Plan, saisit cette occasion pour faire progresser son idée ancienne d'intégration supranationale des industries du charbon et de l'acier, déjà évoquée par Richard Coudenhove-Kalergi et Louis Loucheur dans les années 1920 et formalisée dans son mémorandum d'Alger en 1943. 
Jean Monnet conçut son plan à la fin du mois d'avril 1950. Ne pouvant présenter un projet prévoyant explicitement la fin des souverainetés nationales, il préféra la formule « première étape d'une fédération européenne ». Ayant besoin d'un soutien de poids au sein du gouvernement, il chercha à entrer en contact avec Robert Schuman, ministre des Affaires étrangères. Après plusieurs tentatives infructueuses, Robert Schuman se fit remettre le mémorandum de Monnet par Bernard Clappier, son directeur de cabinet, à la gare de l'Est juste avant de prendre un train pour rentrer à Metz. Une fois convaincu, il fit transmettre par son secrétariat ce projet de traité au Chancelier allemand Konrad Adenauer, mais sans en informer les Britanniques. Selon l'économiste Bernard Lavergne, la Déclaration du 9 mai n'avait fait l'objet d'aucune information préalable du ministère des Affaires étrangères et du reste du gouvernement. En revanche, le secrétaire d’État américain, qui devait se rendre à Londres pour la réunion du 11 mai, décida de s'entretenir avant cela à Paris avec Schuman et Monnet. Selon ce dernier, lors du Conseil des Ministres du 8 mai, « aucune discussion sérieuse n'eut lieu » au sujet du projet de traité. 
Robert Schumann reprend, mot pour mot, le projet que lui avait proposé Jean Monnet, à une exception près. Il ajoute une phrase sur le rôle de l'Europe pour le développement de l'Afrique : « L'Europe pourra, avec des moyens accrus, poursuivre la réalisation de l'une de ses tâches essentielles : le développement du continent africain ».
Robert Schuman prononça la Déclaration le 9 mai 1950 à 16 h, bien qu'il dût la répéter car aucune radio ni enregistrement n'ait été fait de l'originale. Par la suite, le Chancelier Adenauer, déjà favorable à l'unité européenne, accepta le plan, vu comme préférable aux positions françaises précédentes et comme un moyen de reprendre un contrôle partiel de son industrie par l'Allemagne de l'Ouest. Le gouvernement britannique refusa la proposition du Chancelier de s'associer au plan et adressa une note formelle à la France précisant que « Le Gouvernement de Sa Majesté estime que ces propositions devraient être discutées et examinées mais il se sent incapable de s'associer à un communiqué qui semble prendre des décisions en amont plutôt qu'en aval des discussions intergouvernementales ». Le Premier ministre travailliste Clement Attlee refusait que la production d'acier et de fer, qui avait été nationalisée en 1949, soit placée sous le contrôle de la future Haute Autorité. Ce refus britannique avait été anticipé par Jean Monnet, notoirement défavorable à la participation du Royaume-Uni à la construction européenne.

## Objectifs de paix et de prospérité
En moins d’un siècle trois guerres ont déchiré l’Europe, laissant le continent tout entier exsangue. Le 9 mai 1950, c’est avant tout une volonté de paix qui motive l'initiative politique de Robert Schuman. Des gouvernements européens, notamment français et allemand, s'accordent pour mettre en commun leur production de charbon et d'acier afin de favoriser la coopération entre États voisins et relever les niveaux de vie dans chaque pays,.

« L’Europe n’a pas été faite, nous avons eu la guerre. »

— Robert Schuman, déclaration du 9 mai 1950.
À partir de 1947, l’Europe entre dans une période de guerre froide. La constitution et le renforcement des alliances constituent deux blocs entre lesquels les oppositions s'accumulent. Le blocus de Berlin en 1948-1949 a marqué un premier affrontement entre les deux nouveaux géants. 
La nécessité de s'unir pour résister à la menace soviétique apparaît alors de plus en plus clairement : les démocraties libérales d'Europe de l'Ouest ne peuvent se permettre de se déchirer et de s'affaiblir mutuellement alors qu'à l'est du « rideau de fer » les démocraties populaires sont mises dans un seul et même mouvement au service de la puissance du bloc soviétique. Il faut réintroduire l'Allemagne dans le concert occidental.
Le bilan humain et matériel des six années de guerre a été très lourd et les économies européennes s'en ressentent fortement. Outre les pertes en vies humaines (60 millions de morts) et les destructions d'habitations et d'infrastructures, les appareils productifs sont totalement détruits dans les régions frontalières du nord-est de la France et de la Ruhr, en Allemagne.

## Méthode nouvelle
Le redressement des économies européennes nécessite des productions de charbon et d'acier accrues. Celles de l'Allemagne sont contrôlées par les Alliés et limitées. Celles des autres pays européens paraissent insuffisantes.

« Le gouvernement français propose de placer l'ensemble de la production franco-allemande de charbon et d'acier sous une Haute Autorité commune (…). La mise en commun des productions de charbon et d'acier assurera immédiatement l'établissement de bases communes de développement économique, première étape de la Fédération européenne. »

— Robert Schuman, déclaration du 9 mai 1950.
Cette coopération a été conçue de manière à créer des intérêts communs entre les pays européens et à entraîner un processus d'intégration politique graduel, condition de la pacification des rapports entre pays européens. 

« L'Europe ne se fera pas d'un coup, ni dans une construction d'ensemble : elle se fera par des réalisations concrètes créant d'abord des solidarités de fait. Le rassemblement des nations européennes exige que l'opposition séculaire de la France et de l'Allemagne soit éliminée. L'action entreprise doit toucher au premier chef la France et l'Allemagne. »

— Robert Schuman, déclaration du 9 mai 1950.
L'échec des différents projets de confédération européenne, avancés au cours des XIXe et XXe siècles, a fait prendre conscience aux hommes de l'après-guerre que la construction européenne doit se faire progressivement.
La déclaration du 9 mai 1950 est inspirée de cette idée : pour atteindre l'objectif d'unification pacifique de l'Europe, l'action doit selon ses auteurs commencer par « un point limité mais décisif : le gouvernement français propose de placer l'ensemble de la production franco-allemande de charbon et d'acier sous une Haute Autorité commune, dans une organisation ouverte à la participation des autres pays d'Europe ». 

« La solidarité de production qui sera ainsi nouée manifestera que toute guerre entre la France et l'Allemagne devient non seulement impensable, mais matériellement impossible (…). Ainsi sera réalisée simplement et rapidement la fusion d'intérêts indispensable à l'établissement d'une communauté économique qui introduit le ferment d'une communauté plus large et plus profonde entre des pays longtemps opposés par des divisions sanglantes. »

— Robert Schuman, déclaration du 9 mai 1950.

## Institutions nouvelles en vue d’une Fédération européenne
« Par la mise en commun de productions de base et l'institution d'une Haute Autorité nouvelle, dont les décisions lieront la France, l'Allemagne et les pays qui y adhèreront, cette proposition réalisera les premières assises concrètes d'une Fédération européenne indispensable à la préservation de la paix. »

— Robert Schuman, déclaration du 9 mai 1950.
La « Haute Autorité » proposée le 9 mai 1950, dont l'existence sera formalisée par le traité de Paris en 1951 en tant que Haute Autorité de la CECA, introduit une innovation de première importance dans les relations entre États : la supranationalité, qui sera placée au cœur de ce que l'on appelle la « méthode communautaire ». 
La « méthode communautaire » se caractérise par des transferts de souveraineté vers le niveau européen, et donc vers des institutions bénéficiant d'une certaine autonomie vis-à-vis des États membres, notamment la Haute Autorité (qui devient ensuite la Commission) et une assemblée parlementaire qui devient plus tard le Parlement européen, seule institution transnationale aujourd'hui élue au suffrage universel direct. Cette méthode repose enfin sur la supériorité (la « primauté ») du droit communautaire vis-à-vis des droits nationaux des États membres dans certains domaines, primauté garantie par la Cour de Justice des Communautés européennes, dont les arrêts sont opposables aux États.
La Déclaration du 9 mai 1950 est aujourd'hui encore considérée comme le point de départ de la construction européenne, raison pour laquelle le Parlement européen a accordé à Robert Schuman et Jean Monnet le titre de « pères de l'Europe ». Son contenu constitue encore une référence pour nombre de mouvements politiques en Europe qui légitiment leurs revendications par une filiation avec le projet initial, tel qu'exprimé dans la déclaration. Les partisans d'une conception fédéraliste de la construction européenne, en particulier, voient dans l’expression « Fédération européenne », utilisée dans la déclaration, la légitimation de leurs projets. Signe de l'importance historique de ce jour pour l'Europe, le Parlement européen a décidé en 1985 de faire du 9 mai la « journée de l'Europe », célébrant dans l'ensemble de l'Union européenne le début du processus d'unification du continent européen,.

## Éléments de continuité et discontinuité par rapport à la construction européenne
Plusieurs initiatives dans les années 1940 (Conseil de l'Europe, Union occidentale, OECE) avaient été bâties dans une approche intergouvernementale et s'étaient révélées inefficaces :
1. l'OECE trouvait sa naissance dans les critères de conditionnalité de l’aide du plan Marshall : pour bénéficier de l'aide américaine, les gouvernements européens devaient mettre en place une structure commune de répartition et planification des interventions ;
2. l'Union occidentale naissait en 1948 sur l'initiative des pays du Benelux, comme alliance défensive, encore visée contre une possible résurrection de la menace allemande dans le futur. Elle avait le rôle décisif de montrer aux États-Unis la possibilité d'une structure militaire intégrée avec les pays de l'Europe occidentale, ce qui marque la naissance de l'OTAN en 1949 ;

Les éléments de continuité entre la déclaration Schuman et la construction européenne actuelle :
1. intégration sectorielle (méthode fonctionnaliste) et effets de spillover : le plan Schuman prévoyait la mise en place d'institutions sectorielles et supranationales, aux pouvoirs plus larges, mais aux compétences limitées. Une telle approche se basait sur l'idée de spillover : commencer l'intégration à un niveau sectoriel amènerait à élargir les domaines d'intégration à d'autres secteurs.
2. limitation de la souveraineté étatique : le plan Schuman prévoyait la mise en place de la CECA, soit la mise en commun par la France et l'Allemagne (mais ouverte à d'autres membres) des ressources en acier et charbon. Acier et charbon constituaient les matières premières dont les deux États avaient besoin, mais aussi les symboles de l'industrie d'armements et donc de la volonté militaire des deux États. Leur mise en commun constituait une première limitation à la souveraineté des deux États.
3. politique du fait accompli : la rédaction de la déclaration et du Plan Schuman se fit dans une totale discrétion, entre Schuman et Jean Monnet. Au Conseil des ministres qui donna son approbation au plan, Schuman n'en révéla guère les détails, en pouvant compter sur l’appui de René Pleven et René Mayer. Au même moment, Konrad Adenauer avait été informé et avait donné son aval. L'effet de surprise garanti par la déclaration et par l'aval soudain du gouvernement allemand permit d'empêcher que les discussions internes au gouvernement français et les possibles complications menacent la mise en œuvre du plan.

L'approche du plan Schuman se révéla gagnante. Entre les différents projets d'intégration des années 1950 (CECA, CED, CPE), celui de la CECA fut le seul à entrer en vigueur et à se développer. La réussite de la méthode fonctionnaliste poussa les États membres, en 1955, à l'adopter pour la relance de la construction européenne, élargissant l'intégration sectorielle au secteur de l'économie entière à travers les traités de Rome, actes de base de l'Union européenne d'aujourd'hui.

## Sources

## Compléments

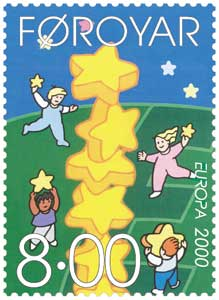
Timbre féroïen célébrant le cinquantième anniversaire de la déclaration.